# Козинец, Александр Лукич
Александр Лукич Козинец (5 апреля 1925, Полтавская область — 7 апреля 1945) — советский военнослужащий, участник Великой Отечественной войны, полный кавалер ордена Славы, разведчик; командир разведывательного отделения 68-й отдельной гвардейской разведывательной роты 67-й гвардейской стрелковой дивизии 6-й гвардейской армии 1-го Прибалтийского фронта, гвардии старший сержант.

## Биография
Родился 5 апреля 1925 года в селе Бубны Чернухинского района Полтавской области в крестьянской семье. Украинец. Окончил 7 классов и ремесленное училище. Работал на заводе в городе Горький.
В Красной Армии и в боях Великой Отечественной войны с 1943 года.
Разведчик 68-й отдельной гвардейской разведывательной роты гвардии сержант Александр Козинец, действуя в составе группы, в ночь на 26 мая 1944 года в районе 15-и километров северо-западнее деревни Заборье Россонского района Витебской области Белоруссии скрытно достиг траншеи противника, где в схватке уничтожил одного вражеского солдата, а другого взял в плен. За мужество и отвагу, проявленные в боях, 28 мая 1944 года гвардии сержант Козинец Александр Лукич награждён орденом Славы 3-й степени.
2 июля 1944 года командир разведывательного отделения гвардии старший сержант Козинец А. Л. с шестью бойцами в районе западнее города Полоцк Витебской области Белоруссии гранатами вывел из строя орудие противника, уничтожил трёх противников и взял «языка». За мужество и отвагу, проявленные в боях, 17 августа 1944 года гвардии старший сержант Козинец Александр Лукич награждён орденом Славы 2-й степени.
23 июля 1944 года Александр Козинец, действуя в ночном поиске во главе группы разведчиков, атаковал дозор неприятеля, юго-западнее посёлка городского типа Турмантас Зарасайского района Литвы, истребил свыше десяти солдат, одного пленил.
Указом Президиума Верховного Совета СССР от 24 марта 1945 года за образцовое выполнение заданий командования в боях с немецко-вражескими захватчиками гвардии старший сержант Козинец Александр Лукич награждён орденом Славы 1-й степени, став полным кавалером ордена Славы.

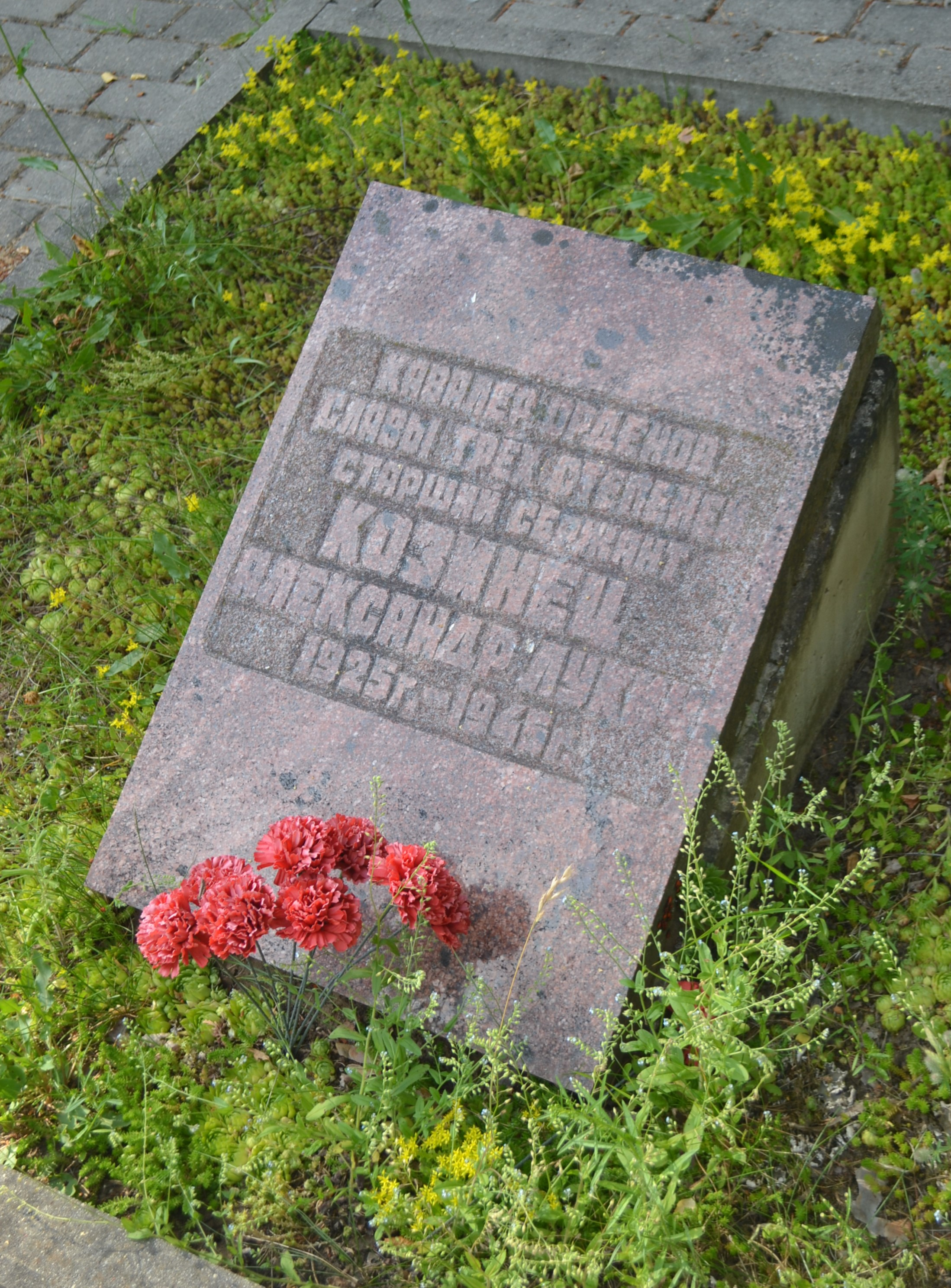
Могила А. Л. Козинца

Скончался от ран, полученных в бою, 7 апреля 1945 года. Похоронен в городе Екабпилсе на братском кладбище.

## Награды
- Два ордена ордена Красной Звезды (23.12.1944[1], 8.01.1945[2]);
- Ордена Славы 1-й (24.03.1945), 2-й (17.08.1944) и 3-й (28.05.1944) степени.